# 이구영 (영화 감독)
이구영(李龜永, 1901년 2월 11일 ~ 1973년)은 일제강점기에 주로 활동한 대한민국의 영화인이다. 영화감독과 시나리오 작가, 배우, 평론가를 겸하였다.

## 생애
한성부 출신으로 상동공옥소학교를 졸업하고 배재고등보통학교에 진학하였다. 어린 시절부터 영화광으로 소문이 나 있었다. 배재고보 재학 중이던 1919년에 3·1 운동이 발생하면서 참가하였다가 학교를 중퇴하였다.
1920년에 일본으로 건너가 극장과 촬영소를 드나들면서 영화를 공부하였다. 1923년 귀국하여 영화 관련 일에 종사하기 시작하였다. 1924년에 단성사가 제작한 장화홍련전의 각본을 쓴 것이 본격적인 데뷔이다. 1924년에는 조선배우학교를 설립하고 영화 담당 강사로 후진을 양성하였다.
초창기 조선 영화계는 윤백남 인맥과 단성사 인맥의 양대 파벌로 구성되어 있었는데, 이구영은 단성사 인맥의 중심이었다. 두 파벌이 충돌하면서 이구영이 기획하던 《심청전》이 무산되는 일이 발생하였다. 이구영은 조선배우학교를 함께 설립했던 현철과는 결별하고, 고려영화제작소 설립, 단성사 선전부장 입사, 금강키네마 설립, 조선영화예술협회 참가 등 이 시기 조선 영화계의 중심 인물로 활동하였다.
연출작으로는 데뷔작 《쌍옥루》(1925) 외에 《낙화유수》,《아리랑 그 후 이야기》, 《승방비곡》, 《수일과 순애》, 《갈대꽃》 등이 있다. 1930년대 후반에 방한준의 《한강》과 《성황당》을 제작한 뒤 태평양 전쟁이 종전될 때까지 활동을 거의 쉬었다. 이때문에 다른 많은 영화인들과는 달리 태평양 전쟁 중에 일본 제국에 협력한 행적이 남아있지 않다.
태평양 전쟁 종전 후 다시 활동을 재개하여 《안중근사기》(1946)를 발표하였다. 이후로는 주로 시나리오 작가로 활동하였고, 일제 강점기 동안의 항일 운동을 주로 소재로 삼았다.

## 같이 보기
- 조선배우학교

## 참고 자료
- 강옥희,이영미,이순진,이승희 (2006년 12월 15일). 《식민지시대 대중예술인 사전》. 서울: 소도. 228~231쪽쪽. ISBN 978-89-90626-26-4.